# Романос Ясонас Аліфантіс
Романос Ясонас Аліфантіс (21 березня 1986) — грецький плавець.
Учасник Олімпійських Ігор 2004, 2008 років.
Призер Чемпіонату Європи з плавання на короткій воді 2005 року.